# Benito Mosso
Benito Mosso (Mendoza, 5 novembre 1894 – Novi Ligure, 15 marzo 1954) è stato un calciatore argentino naturalizzato italiano, di ruolo centrocampista.

## Biografia
Era noto anche come Mosso II per distinguerlo dai fratelli Francisco, Eugenio e Giulio.